# بیور کریک، یوکان
بیور کریک، یوکان (به انگلیسی: Beaver Creek, Yukon) یک منطقهٔ مسکونی در کانادا است که در یوکان واقع شده‌است. بیور کریک ۹۳ نفر جمعیت دارد و ۶۵۰ متر بالاتر از سطح دریا واقع شده‌است.